# Доња Бадања
Доња Бадања је насељено место града Лознице у Мачванском округу. Према попису из 2022. била су 292 становника.

## Географске одлике
Село у подножју планине Цер и ниске планине Иверак, у Јадру. Кроз село протиче речица Церница. Доња Бадања се налази на надморској висини од 180 m. До Доње Бадање води асфалтни пут из Београда преко Шапца и Текериша и асфалтни пут Лозница -Ваљево са скретањем у месту Завлака од кога је Доња Бадања удаљена 7 km. Село има пријатну умерено-континенталну климу. Месној заједници Доња Бадања припада и Бања Бадања која је погодна за лечење реуматских обољења мишића и зглобова, нервних обољења, гинеколошких обољења и анемије и опште слабости организма. Бања има два извора и то један извор сумпоровите и један извор гвожђевите воде. Сумпоровита вода је јаче минерализована и спада у хипотерме (температура је 14 °C). Гвожђевита вода такође спада у хипотерме (12 °C). Обе воде се убрајају у слабо алкалне. У Бањи Бадањи се налази мотел Церница Б категорије који је пословао у саставу друштвеног предузећа до 2003. године када бива продат на аукцији и од тада се налази у приватном власништву. У току је изградња још једног хотелског објекта већег капацитета.

## Историја
Легенда каже да је село добило име по Бадњу, како се звала дрвена цев од шупљег стабла која је служила да усмери воду ка воденичном точку. Од већег броја воденица на речици Церници данас је остало само неколико.

## Галерија
- Стара кућа у селу Доња Бадања
- Сеоска школа
- Споменици из Балканских ратова у дворишту школе
- Дом културе
- Зграда амбуланте
- Стара школа

## Култура
Сведоци прошлих времена су Црква свете Тројице грађена од 1935. до 1937. године. Црква се налази у центру села званом Церница које су мештани тако назвали по истоименој реци која ту протиче, Дом Културе саграђен после Другог светског рата и стара и нова зграда основне школе Степа Степановић која је основана пре Другог светског рата.

## Демографија
У насељу Доња Бадања живи 434 пунолетна становника, а просечна старост становништва износи 47,5 година (46,9 код мушкараца и 48,1 код жена). У насељу има 182 домаћинства, а просечан број чланова по домаћинству је 2,80.
Ово насеље је великим делом насељено Србима (према попису из 2002. године), а у последња три пописа, примећен је пад у броју становника.
|  |

| Демографија | Демографија | Демографија |
| Година      | Становника  | Становника  |
| ----------- | ----------- | ----------- |
| 1948.       | 1.187       |             |
| 1953.       | 1.152       |             |
| 1961.       | 1.061       |             |
| 1971.       | 879         |             |
| 1981.       | 756         |             |
| 1991.       | 670         | 655         |
| 2002.       | 510         | 533         |
| 2011.       | 384         |             |
| 2022.       | 292         |             |

| Етнички састав према попису из 2002.‍ | Етнички састав према попису из 2002.‍ | Етнички састав према попису из 2002.‍ | Етнички састав према попису из 2002.‍ | Етнички састав према попису из 2002.‍ |
| ------------------------------------ | ------------------------------------ | ------------------------------------ | ------------------------------------ | ------------------------------------ |
|                                      |                                      |                                      |                                      |                                      |
| Срби                                 | Срби                                 |                                      | 509                                  | 99,80%                               |
| непознато                            | непознато                            |                                      | 1                                    | 0,19%                                |

| Година пописа     | 1948. | 1953. | 1961. | 1971. | 1981. | 1991. | 2002. |
| ----------------- | ----- | ----- | ----- | ----- | ----- | ----- | ----- |
| Број домаћинстава | 196   | 202   | 208   | 193   | 192   | 197   | 182   |

| Број чланова      | 1  | 2  | 3  | 4  | 5  | 6 | 7 | 8 | 9 | 10 и више | Просек |
| ----------------- | -- | -- | -- | -- | -- | - | - | - | - | --------- | ------ |
| Број домаћинстава | 47 | 56 | 25 | 22 | 17 | 9 | 4 | 0 | 0 | 2         | 2,80   |

| Пол    | Укупно | Неожењен/Неудата | Ожењен/Удата | Удовац/Удовица | Разведен/Разведена | Непознато |
| ------ | ------ | ---------------- | ------------ | -------------- | ------------------ | --------- |
| Мушки  | 230    | 55               | 140          | 26             | 8                  | 1         |
| Женски | 224    | 28               | 145          | 47             | 4                  | 0         |
| УКУПНО | 454    | 83               | 285          | 73             | 12                 | 1         |

| Пол    | Укупно                    | Пољопривреда, лов и шумарство | Рибарство                            | Вађење руде и камена | Прерађивачка индустрија       |
| ------ | ------------------------- | ----------------------------- | ------------------------------------ | -------------------- | ----------------------------- |
| Мушки  | 162                       | 132                           | 0                                    | 0                    | 4                             |
| Женски | 101                       | 87                            | 0                                    | 1                    | 2                             |
| УКУПНО | 263                       | 219                           | 0                                    | 1                    | 6                             |
| Пол    | Производња и снабдевање   | Грађевинарство                | Трговина                             | Хотели и ресторани   | Саобраћај, складиштење и везе |
| Мушки  | 0                         | 10                            | 1                                    | 0                    | 3                             |
| Женски | 1                         | 0                             | 3                                    | 0                    | 0                             |
| УКУПНО | 1                         | 10                            | 4                                    | 0                    | 3                             |
| Пол    | Финансијско посредовање   | Некретнине                    | Државна управа и одбрана             | Образовање           | Здравствени и социјални рад   |
| Мушки  | 0                         | 0                             | 1                                    | 3                    | 6                             |
| Женски | 0                         | 0                             | 0                                    | 3                    | 3                             |
| УКУПНО | 0                         | 0                             | 1                                    | 6                    | 9                             |
| Пол    | Остале услужне активности | Приватна домаћинства          | Екстериторијалне организације и тела | Непознато            | Непознато                     |
| Мушки  | 2                         | 0                             | 0                                    | 0                    | 0                             |
| Женски | 1                         | 0                             | 0                                    | 0                    | 0                             |
| УКУПНО | 3                         | 0                             | 0                                    | 0                    | 0                             |